# Анкер, Карл Андреас
 Карл Андреас Анкер (дат.  Carl Andreas Ancker ; 13 сентября 1828, Копенгаген — 16 ноября 1857, там же) — датский поэт, основатель Стипендии Анкера — гранта на обучение за границей датских художников, скульпторов, писателей и композиторов.

## Биография
Карл Анкер родился в семье оптового торговца тканями Андреаса Анкера и его жены Хенриетты Акселины, урождённой Хамбро. Его мать умерла, когда он был ещё ребёнком, и поэтому он воспитывался бабушкой по материнской линии, вдовой художника-мариниста Хамбро. Затем он обучался в школе Марибо, где он начал интересоваться искусством и писать стихи. Его отец хотел, чтобы сын пошёл по его стопам и стал коммерсантом. Однако Карл больше тяготел к фермерскому делу. Окончив школу в 1843 году, Анкер начал своё обучение сельскому хозяйству. В 1847 он проходил обучение на частной ферме Софиенборг, что на окраине Хиллерёда. Позже он совершил поездки в Германию, Швейцарию и Венгрию. Основное образование Анкер получил в сельскохозяйственном институте в Хоэнхайме. Вернувшись в Данию, он поселился в поместье Мёркхёйгор, близ Гладсаксе, которое в 1851 году для него приобрёл отец. В 1853 под псевдонимом Beppo Анкер опубликовал сборник стихов «Поэту Х. К. Андерсену посвящается» в пользу дохода высшей школы в Рёддинге, но сборник не получил высокой оценки. После смерти отца в 1854 году Анкер получил в наследство крупное состояние и переехал в Копенгаген. Будучи богатым человеком, он, в основном, путешествовал, руководствуясь в своих передвижениях интересом к искусству.
Карл Анкер страдал расстройством мозга, сопровождавшимся параличом и судорогами. 24 августа 1857 года он женился на Августе Фредерикке фон Шульц из Хельсинборга. Вскоре после женитьбы Анкер составил завещание, в котором указывалось, что часть завещаемых средств предназначается для создания стипендиального фонда для образовательных путешествий за границу датских художников, скульпторов, писателей и композиторов.
Карл Анкер скончался 16 ноября 1857 года от инсульта.